# Hypolaena exsulca
Hypolaena exsulca là một loài thực vật có hoa trong họ Restionaceae. Loài này được R.Br. mô tả khoa học đầu tiên năm 1810.